# Acanthaspis siva
Acanthaspis siva es una especie perteneciente al género de las Acanthaspis de la familia de las chinches asesinas (Reduviidae).
Las ninfas de esta especie adoptan el comportamiento de camuflaje común a otras especies de Acanthaspis . En A. siva, por ejemplo, el camuflaje parece reducir la posibilidad de que una ninfa sea canibalizada por sus otros miembros de la especie.